# Orihuela del Tremedal
Orihuela del Tremedal is een gemeente in de Spaanse provincie Teruel in de regio Aragón met een oppervlakte van 71,52 km². Orihuela del Tremedal telt 504 inwoners (1 januari 2016).

## Demografische ontwikkeling
Bron: INE, 1857-2011: volkstellingen